# Urals
Urals (Уралс, Юралс) — російська нафта, експортна суміш нафти, яка на паливних біржах позначається як сорт «уралс». Одержується змішуванням в системі трубопроводів важкої, високосірчистої нафти Уралу і  Поволжя (вміст сірки в яких досягає 3,0 %, а щільність в градусах API — Американського нафтового інституту — не перевищує 26-28) з легкою західносибірською нафтою Siberian Light (щільність 36,5 в градусах API, вміст сірки 0,57 %). Підсумковий вміст сірки в нафті сорту Urals становить 1,3 %, щільність в градусах API — 31-32, що значно більше, ніж в інших: каспійська нафтова суміш CPC — 0,54 %, азербайджанська Azeri light — 0,14 %.
Для порівняння близькосхідна нафта:
сорт Oman — щільність 33 % API, сірка — 1,14 %
сорт Dubai — щільність 30,4 % API, сірка — 2,13 %

## Опис
Urals — сорт високосірчистої нафти (вміст сірки близько 1,3 %), яка являє собою суміш з нафти, що видобувається в Ханти-Мансійському автономному окрузі й Татарстані. Вартість російської нафти визначається дисконтуванням ціни на Brent, оскільки російська нафта вважається менш якісною через високий вміст сірки, а також важких та циклічних вуглеводнів.
Сама по собі Західно-Сибірська нафта (Siberian Light) має прийнятну якість і схожа за складом з Brent і WTI, які належать до так званого сорту Light Sweet Oil — малосірчистої («солодкої») легкої нафти, на яку і припадає більша частина світового попиту. У Росії ф'ючерс на нафту сорту «Urals» торгується на ринку ФОРТС на біржі РТС, на американській біржі NYMEX цей сорт торгується під маркою REBCO (Russian Export Blend Crude Oil). Поставки на експорт нафти марки Urals здійснюються в основному через Новоросійськ і за системою нафтопроводів «Дружба».
У Росії вжито низку кроків для того, щоб підвищити якість нафти Urals шляхом виключення з неї високосірчистої татарстанської нафти. Зокрема, компанія «Татнефть» веде будівництво великого нафтопереробного комплексу в Нижньокамську (проект «ТАНЕКО»), на якому, замість відправки в систему трубопроводів, буде перероблятися високосірчиста нафта, причому глибина переробки складе 96,9 %.
З 5 грудня 2022 року набула чинності заборона ЄС на імпорт російської нафти, що доставляється морем. Заборона була здійснення в рамках санкційного пакета через вторгнення Росії в Україну. 
Середня ціна основної російської експортної марки нафти Urals у січні 2023 року становила $49,48 за барель. Це в 1,7 раза нижче, ніж у січні 2022 року, коли барель коштував $85,64.

## Світові ціни на нафту марки Urals
Ціна експортної нафтової суміші марки Urals знизилася на близько до 20 % з початку 2025 року, торгується відносно нафти марки Brent з дисконтом, оскільки містить більше сірки та важких вуглеводнів. Експортні ціни нафти марки Urals впали приблизно на 50 центів за барель — до 48,5 долара, що відвантажується з портів Балтійського регіону, а в Чорному морі знизилися приблизно на 60 центів до 49,2 долара за барель, ціна у рублях впала до дворічного мінімуму — менше ніж 4 тисячі рублів за барель.